# Martina Corazza
Martina Corazza, née le 8 juin 1979 est une coureuse cycliste italienne, professionnelle entre 2001 et 2012.

## Biographie
En 2007, elle remporte la première étape du Giro dei Comuni Ribardella-Montescudaio dans des conditions difficiles en lançant son sprint de très loin.

## Palmarès sur route
- 1996
  -  Médaillé de bronze du championnat du monde sur route juniors
- 1997
  -  Championne d'Italie sur route juniors
- 2002
  - 2e du Grand Prix Carnavale à Cento
- 2007
  - 1re étape du Giro dei Comuni Ribardella-Montescudaio
  - 1re étape du  Grand Prix Costa Etrusca
  - 2e du Tour de Bochum
  - 3e du Trofeo Alfredo Binda-Comune di Cittiglio
- 2008
  - 2e étape de la Route de France

## Palmarès sur piste
- 2010
  - 3e du championnat d'Italie de vitesse par équipes